# Suhača
Suhača är ett samhälle i Bosnien och Hercegovina.   Det ligger i entiteten Federationen Bosnien och Hercegovina, i den sydvästra delen av landet, 110 km väster om huvudstaden Sarajevo. Suhača ligger 779 meter över havet och antalet invånare är 278.
Terrängen runt Suhača är kuperad åt nordost, men åt sydväst är den platt. Närmaste större samhälle är Livno, 3,1 km sydost om Suhača. 
Trakten runt Suhača består till största delen av jordbruksmark. Runt Suhača är det ganska tätbefolkat, med 93 invånare per kvadratkilometer.